# Elise Trouw
 (avril 2020).
Pour l’article homonyme, voir Trouw.
Elise Ashlyn Trouw, née le 27 avril 1999, est une chanteuse, compositrice et multi-instrumentiste américaine. 
Ses influences incluent Radiohead, The Police, Adele, John Mayer, Steely Dan et Tower of Power,.

## Jeunesse
Née à Newport Beach, en Californie, Elise Trouw a déménagé à San Diego à un âge précoce. À six ans, elle a appris à jouer du piano avec l'intention de pouvoir jouer My Immortal d'Evanescence. À dix ans, après avoir joué des percussions sur le jeu vidéo Rock Band, elle a commencé à prendre des cours de batterie avec l'instructeur Dave Blackburn à Fallbrook.

## Éducation
Elise Trouw a fréquenté la Bishop's School de La Jolla de la 7e à la 11e année, obtenant son diplôme de fin d'études avant sa dernière année afin de pouvoir poursuivre sa carrière musicale. Tout en étant à Bishop's, elle a également été sélectionnée pour être membre du groupe d'anciens élèves de Grammy Camp de la Fondation Grammy, ce qui lui a permis de se produire aux côtés de Sam Hunt au Club Nokia le 11 février 2016.

## Carrière musicale
Le 24 février 2017, Elise Trouw a sorti son premier album de dix chansons, Unraveling, sur son propre label, Goober Records, basé à San Diego. Sur cet album, elle joue tous les instruments : batterie, guitare, piano, basse, et assure le chant. Les morceaux ont été mixés et masterisés par Alan Sanderson et Christopher Hoffee. Le 7 mai 2017, elle a célébré la sortie de son premier album ainsi que son 18e anniversaire au Loft de l'Université de Californie à San Diego.
Elle joue de la batterie sur le clip Soap de Fox Wilde sorti le 4 avril 2017. Fin 2017 et début 2018, elle a publié deux vidéos de mashup en boucle qui sont devenues des vidéos virales sur Facebook et YouTube.

## Albums
En novembre 2015, elle a signé un contrat d'enregistrement d'un album avec le label Pacific Records de San Diego en Californie. En octobre 2016, elle avait sorti quatre singles, X Marks the Spot, She Talking, Your Way et Burn. En septembre 2016, elle a quitté Pacific Records, rachetant son contrat et conservant tous les droits sur sa musique. En février 2017, elle sort son premier album, Unraveling.

## Affiliations
Elle est actuellement répertoriée comme artiste approuvée par Pearl Drums, Paiste Cymbals et Vater Percussion.
Elise a désormais un modèle de baguette de couleur rose à son nom (aux dimensions d'une 7A),,.

## Télévision
Elise Trouw est apparue dans l'émission Jimmy Kimmel Live! le 8 février 2018. Elle a été la première artiste à figurer sur la scène circulaire du hall de l'émission. Elle y a interprété un mashup de Foo Fighters / Bobby Caldwell, ainsi que la chanson Awake.

## Réception critique
En 2016, elle a été choisie comme l'un des meilleurs nouveaux artistes de San Diego par l'émission Sounddiego de la chaîne NBC San Diego puis nommée Breakout Artist 2017, également par SoundDiego.